# Ronsberg (Adelsgeschlecht)

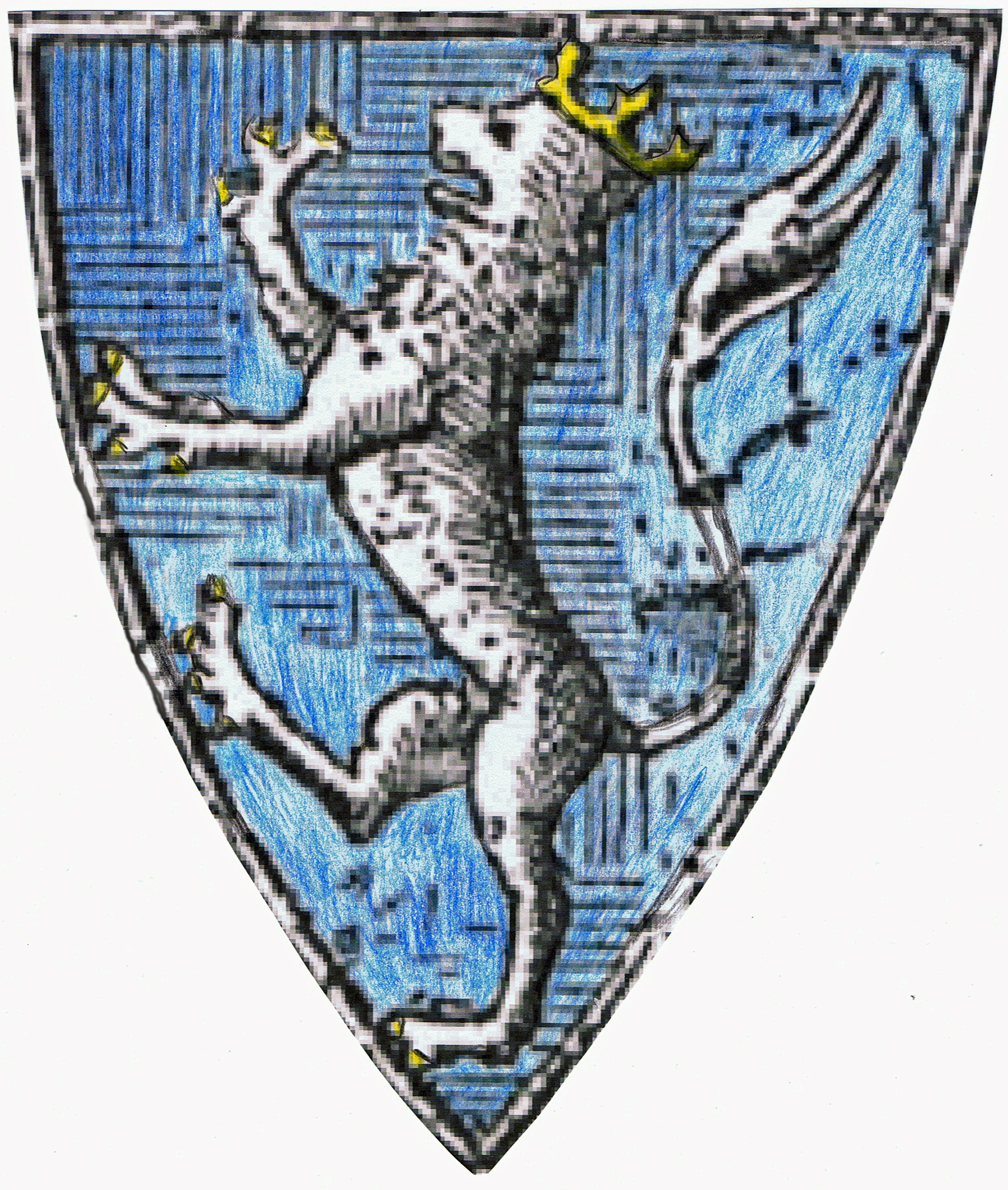
Wappen der Markgrafen von Ronsberg

Ronsberg ist der Name eines Geschlechts des Allgäuer Uradels, das 982 erstmals als Herren von Ursin urkundlich erwähnt ist, später in den Grafen- und Markgrafenstand erhoben wurde und schließlich 1212 in der Hauptlinie im Mannesstamme ausstarb.

## Ursprung des Namens
Der Name Ronsberg (auch Rönsberg, Raunsberg, Ramsberg) stammt von einer Erhebung im Ostallgäu in der Nähe der heutigen Marktgemeinde Ronsberg. Der Name der Erhebung leitet sich wohl von dem Namen Rumesberg ab, was vermutlich für „Berg des Mannes Ruom“ steht.

## Geschichte

### Herren von Ursin
Der erste sichere Vorfahre der Herren von Ronsberg ist der schwäbische Edle Reginhard, der 982 die Übergabe des Ortes Geisenhausen an die Augsburger Domkirche bezeugte. Ein weiterer Vorfahre ist Rupert von Ursin, den Abt Dangolf von Ottobeuren (1000–1012) mit der Vogtei seines Klosters belehnt hat. Dieses Amt wurde später auch dem Sohn von Ruprecht, Reginhard von Ursin, übertragen. Da das Kloster Ottobeuren über zahlreiche Güter verfügte, verlieh die Vogtei den Herren von Ursin erheblichen Einfluss und eine Macht, die sie regional über die freiherrlichen Familien hinaushob. Zudem erwarb sich Vogt Reginhard die Gunst der Kaiser, der Herzöge von Bayern und Schwaben, der Welfen, des Bischofs von Augsburg und des Abts von Kempten. Von den Welfen, dem Bischof von Augsburg und dem Kemptener Abt erhielt er viele und mitunter große Lehen.
Reginhard von Ursin genoss das besondere Vertrauen von Welf III., aus dem schwäbischen Zweig der Familie der Welfen und Herzog von Kärnten, der ihn auf seinem Totenbett zu Bodman 1055 zu einem seiner „Salmannen“ ernannte, die nach seinem Tod sein Erbe an das Kloster Weingarten übergeben sollten. Der Sohn Reginhards, Ruprecht von Ursin, schenkte der Augsburger Domkirche um 1060 ein Gut in Haselach bei Irsee. Ruprecht von Ursin sowie ein Reginhard von Ursin, wahrscheinlich ein Bruder des Ruprecht, erscheinen 1074 als Zeugen bei einer Schenkung Welfs IV. (um 1030/1040–1101), späterer Herzog von Bayern, an das bayerische Kloster Rottenbuch. Reginhard wird weiter am 31. Dezember 1099 als Zeuge der Übergabe des neu gestifteten Klosters St. Blasien genannt. Er war ebenfalls Vogt von Ottobeuren und starb 1102. Rupert von Ursin zog 1123 mit Heinrich V. (1081–1125), damals römisch-deutscher Kaiser, gegen die Sachsen zu Felde und wurde schließlich um 1130 in Ottobeuren Mönch.

### Herren von Ronsberg
Die Herren von Ursin waren ab etwa 980 in der Burg Irsee ansässig. Die Söhne von Reginhard von Ursin, Gottfried, Reginhard und Rupert, ließen nun auf einer Erhebung oberhalb des Ortes Ronsberg eine Burg bauen und nannten sich fortan Ronsberg. Um 1147 erwarb Gottfried von Ronsberg durch den ersten Staufer auf dem deutschen Königsthron, Konrad III. (1138–1152), die Grafenwürde und nahm 1157 und 1162 an den Landtagen des bayrischen Herzogs Heinrich des Löwen (um 1130–1195) zu Ranshofen und Karpfham teil. Graf Gottfried von Ronsberg starb um 1170 hochbetagt. Gottfrieds Sohn, Graf Heinrich von Ronsberg, weilte zwischen 1171 und 1182 wiederholt am Hoflager des Kaisers und Welfs VI. (1115–1191) zu Augsburg und wurde 1182 von Kaiser Friedrich I. Barbarossa zum Markgraf als Reichsfürst erhoben. Im gleichen Jahr hatte er das Kloster Irsee gestiftet und dem Kloster Ottobeuren großen Grundbesitz bei Herrenberg übertragen. Schließlich begleitete er Friedrich V. Herzog von Schwaben auf einer Rheinreise 1188 und im Jahr 1191 Kaiser Heinrich VI. bei der Eroberung des Königreichs Sizilien, bei der er am 6. September im gleichen Jahr an einer Seuche im Kriegslager vor Neapel  verstarb.
Die Vogtei und die Markgrafenwürde erbte Gottfried II. von Ronsberg, ein Sohn Heinrichs. Dieser hielt in dem Kampf der Gegenkönige Philipp dem Staufer (1177–1208) und Otto den Welfen (um 1175–1218) durchweg zum ersteren und beteiligte sich 1200 an dessen Parteitagen zu Speyer. Für seine Dienste schuldete ihm König Philipp 100 Mark und überließ ihm dafür als Pfand zeitweilig die Herrschaft Prutz im Tiroler Inntal. Trotz des päpstlichen Bannes, der gegen Philipp und seine Anhänger ausgesprochen wurde, begleitete Gottfried II. Philipp bei seinen Feldzügen gegen Otto den Welfen, bis er am 11. Mai 1208 unerwartet in Augsburg verstarb. Gottfrieds Erbe war sein Bruder Berthold, der am 2. April 1212 als letzter seines Hauses kinderlos verstarb. Das Erbe ging, soweit es nicht von den Lehnsherren eingezogen wurde, an seine beiden Schwestern Adelhaid und Irmengard. Durch Adelhaid, Gemahlin des Grafen Ulrich von Berg, kam die Markgrafenwürde und die Grafenrechte der Ronsberger an ihren Sohn, den Grafen Heinrich von Berg und späteren Markgrafen von Burgau. Alle übrigen Besitzungen der Ronsberger fielen an Irmengard, die Gemahlin des Grafen Egno von Eppan († 1209/1210) in Südtirol und weiter an ihren Sohn, den Grafen Ulrich von Ulten, der fortan häufig auf Ronsberg verweilte und dieses als seinen „Hauptort“ bezeichnete.

## Wappen
Das Stammwappen der Markgrafen von Ronsberg ist ein steigender, silberner goldgekrönter Löwe im blauen Feld. Dieses Wappen war zugleich seit dem Mittelalter bis 1813 das Wappen der Gemeinde Ronsberg.
Das Wappen ist auf dem Grabstein nachgewiesen, den Abt Paulus von Irsee 1543 für das Grab der Brüder Berthold und Gottfried von Ronsberg fertigen ließ und der sich in der Kirche des Klosters Irsee befindet. Weiters ist es im Siebmacher, 12. Supplement, enthalten.

## Besitzungen

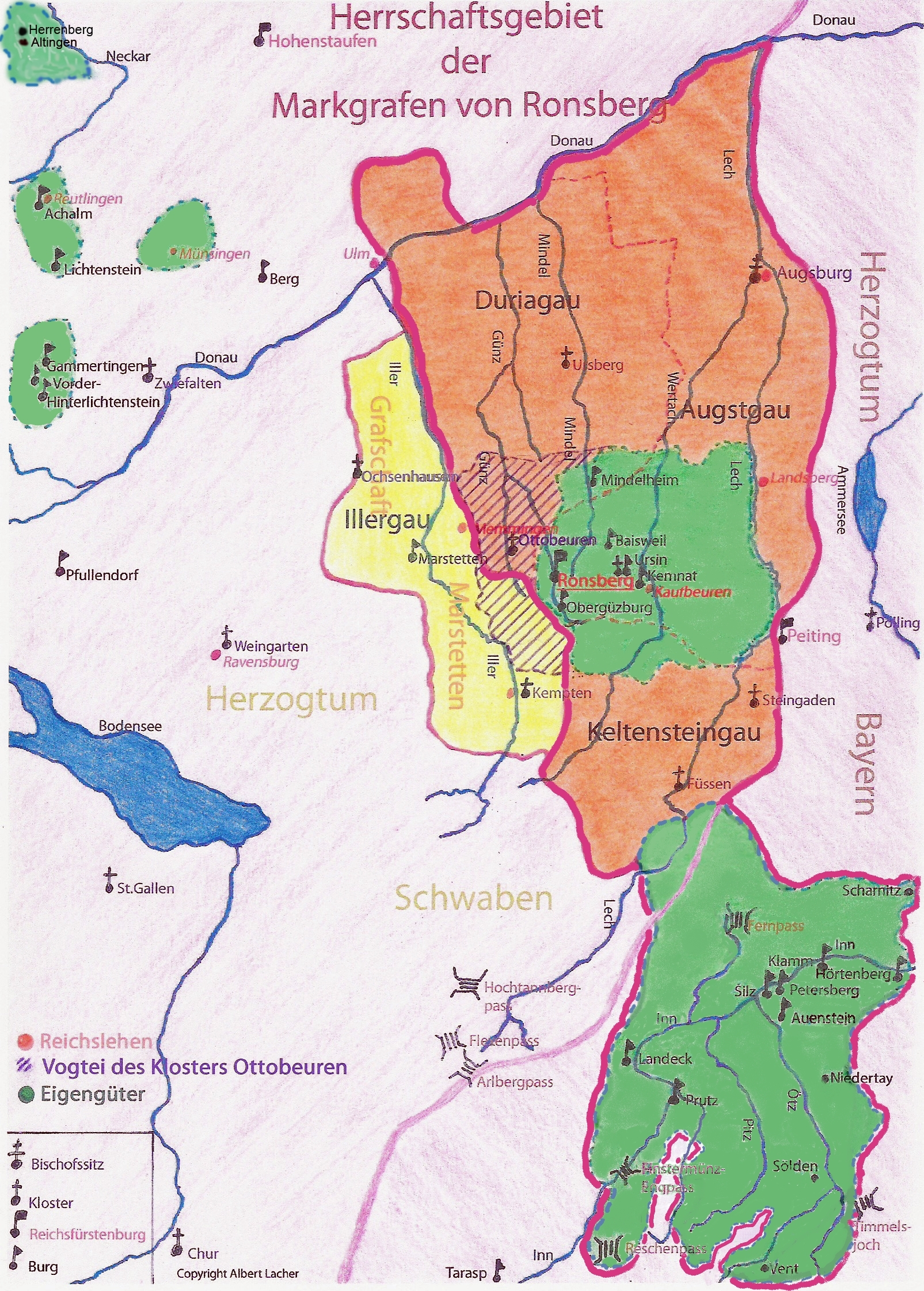
Herrschaftsgebiet der Markgrafen von Ronsberg

Zu den Besitzungen der Herren von Ursin-Ronsberg zählten unter anderem: Asch, Gottenau, Irsee, Lindenberg, Burg Marstetten, Burg Kemnat, Grafschaft Oberinntal, Grafschaft Hörtenberg, Burg St. Petersberg, Burg Auenstein und Ronsberg.

### Burg Ronsberg

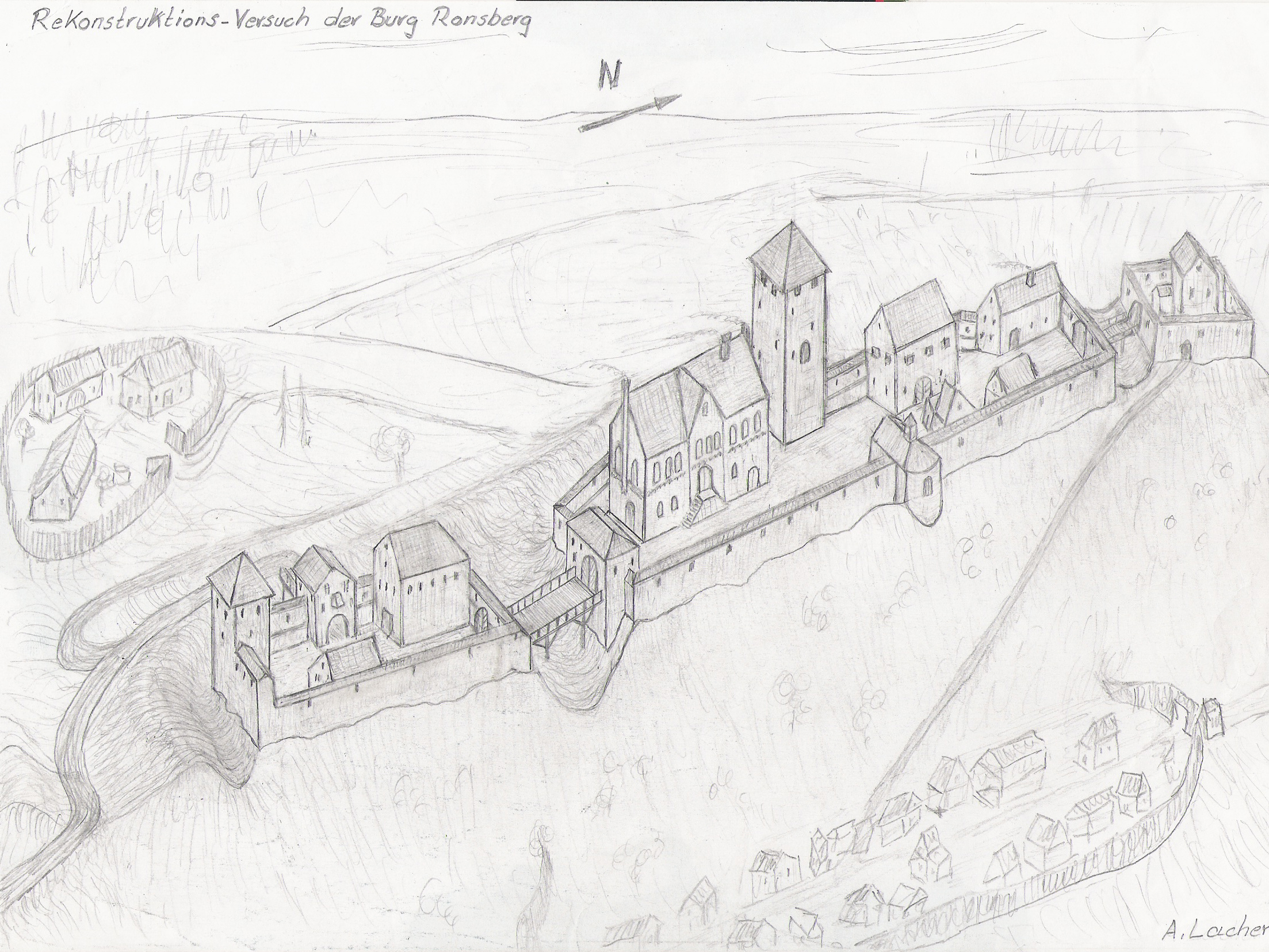
Burg Ronsberg

Die Burg Ronsberg wurde um das Jahr 1130 von den Herren von Ronsberg auf einer Erhebung oberhalb der Ortschaft Ronsberg im Ostallgäu erbaut und war die wohl differenzierteste und größte Anlage unter den fast 300 Burgen des Allgäu. Sie hatte eine Grundfläche von etwa 1,2 ha und maß die außergewöhnliche Länge von 290 Metern. Die Differenzierung der Gesamtanlage in Turmburg, Hauptburg, Vorburg und Vorwerk lässt Rückschlüsse auf ihre verschiedenen Funktionen als Sitz der Markgrafen zu. Der Niedergang der Burg begann, nachdem ab 1254 die Grafenherrlichkeit der Burgherren endete. Heute sind nur noch Ansätze der Grundmauern erhalten.